# Estación de Santa Lucía (Metrorrey)
La estación de Santa Lucía pertenece a la línea 3 del Metro de Monterrey, fue inaugurada el 27 de febrero de 2021. Está situada en la Av. Félix U. Gómez entre las calles de Tacuba y Gregorio Torres. La estación recibe su nombre ya que saliendo de la misma se encuentra el paseo Santa Lucía, la cual conecta la Macroplaza con el Parque Fundidora. Su ícono es el Cerro de la Silla y el paseo que bautiza la estación.
La estación está proyectada como estación terminal de las futuras líneas 4 , 5 y 6 del sistema.
Se encuentra frente al Hospital General de Zona #33 y cerca del Hospital de Gineco-Obstericia #23, ambos del Instituto Mexicano del Seguro Social. Esta estación da servicio a las colonias Centro, Obrera y Condominios Constitución. Es accesible para personas con discapacidades.